# Мойсюк Євген Георгійович
Євге́н Гео́ргійович Мойсю́к (нар. 7 жовтня 1979, Чернівці) — український військовик, генерал-лейтенант Збройних сил України, заступник міністра оборони України (з 2025).
У минулому — заступник Головнокомандувача ЗСУ (2021—2024), командувач Десантно-штурмових військ Збройних сил України (2019―2021), перший заступник командувача ДШВ (2018—2019), командир 81-ї аеромобільної бригади (2014—2018). Учасник російсько-української війни.
Став першим військовиком ЗСУ, який починав війну на посаді комбата і отримав звання генерала[⇨].
У період з 2005 по, ймовірно, 2008 роки був командиром 8-ї ПДР 3-го ПДБ 25-ї ОПДБр в званні капітана[уточнити].

## Короткий життєпис
Народився 7 жовтня 1979 року в Чернівцях.
У 2000—2002 роках служив у 25-й окремій повітрянодесантній бригаді в Болграді на посадах командира парашутно-десантного, розвідувального взводів. Далі — заступник командира розвідувально-десантної роти, командир парашутно-десантної роти 3-го батальйону. На цій посаді деякий час був в.о. начальника штабу батальйону.
У 2004—2005 роках проходив службу в складі Українського миротворчого контингенту багатонаціональних сил у республіці Ірак, з жовтня 2008 року по квітень 2009 року — у складі українського миротворчого контингенту в Косові.
2009 року вступив до Національного університету оборони, який закінчив у 2011 році.
У чині підполковника повернувся до 25-ї повітрянодесантної бригади, був призначений командиром 3-го парашутно-десантного батальйону. 2012 року став командиром 1-го парашутно-десантного батальйону.

### Російсько-українська війна
У березні 2014-го керував рухом підрозділу 25-ї повітрянодесантної бригади, який висувався на російсько-український кордон. 16 березня колону техніки бригади у Волноваському районі, неподалік с. Анадоль, перестріли проросійські активісти, які перешкоджали руху колони до кордону й вимагали повернути техніку до пункту постійної дислокації. Колона змушено ночувала в похідних умовах: табором стали в полі, на схилі балки, у сніжну погоду. Наступного дня, після перемовин із проросійськими активістами за участі керівників району, колона вирушила далі, в напрямку залізничної станції Карань.
З грудня 2014 року безпосередньо керував обороною Донецького аеропорту, а після повного знищення противником будівлі аеропорту — виведенням особового складу.
5 грудня 2018 року присвоєно військове звання генерал-майора. Євген Мойсюк на той час був першим заступником командувача Десантно-штурмових військ Збройних Сил України.
21 серпня 2019 року стало відомо, що Євген Мойсюк призначений командувачем Десантно-штурмових військ Збройних Сил України. За словами міністра Степана Полторака, рішення ухвалене у зв'язку з тим, що Михайло Забродський був обраний до Верховної Ради.
5 грудня 2019 року присвоєне звання генерал-лейтенанта.
28 липня 2021 року Указом Президента України звільнений з посади командувача Десантно-штурмових військ Збройних Сил України, і призначений заступником Головнокомандувача ЗСУ.
Уповноважений Президента України з питань реалізації міжнародних безпекових гарантій та розвитку сил оборони України (13.02.2024 — 7.02.2025).
Заступник Міністра оборони України з 7 лютого 2025 р..

## Факти
Як командир 1-го батальйону 25 ОПДБр мав встановлений перехідний позивний «Самара». Під час боїв на російсько-українському кордоні, діючи поряд із Валерієм Курачем, який також мав позивний «Самара», тимчасово взяв позивний вузла зв'язку свого батальйону — «Призер». Потім використовувалися й інші — «87-й», «25-й». Серед волонтерів має прізвисько «Женя-война».
Мойсюк став першим військовиком, який починав війну на посаді комбата і отримав звання генерала.

## Нагороди та відзнаки
- Хрест бойових заслуг (6 травня 2022) — за визначні особисті заслуги у захисті державного суверенітету та територіальної цілісності України, самовіддане служіння Українському народові та вірність військовій присязі[19].
- Орден Богдана Хмельницького II ст. (10 жовтня 2015) — за особисту мужність і високий професіоналізм, виявлені у захисті державного суверенітету та територіальної цілісності України, вірність військовій присязі[20].
- Орден Богдана Хмельницького III ст. (14 серпня 2014) — за особисту мужність і героїзм, виявлені у захисті державного суверенітету та територіальної цілісності України[21].
- Орден Данила Галицького (3 грудня 2021) — за особисті заслуги у зміцненні обороноздатності Української держави, мужність і самовіддані дії, виявлені у захисті державного суверенітету та територіальної цілісності України, зразкове виконання військового обов'язку[22].

### Інтерв'ю
- Оксана Коваленко, Галина Титиш, Комбриг Євген Мойсюк про аеропорт, Рейд і особливості дій ворога [Архівовано 21 серпня 2019 у Wayback Machine.] // Українська правда, 12 лютого 2016
- Генерал Євген Мойсюк: «Сподіваюсь, у складі ДШВ буде вертолітна бригада» [Архівовано 29 липня 2021 у Wayback Machine.] // АрміяInform, 21 листопада 2019
- Євгеній Герасимчук, У ДШВ більшість військовослужбовців добряче «понюхали пороху», це — наша перевага − командувач ДШВ ЗСУ Євген Мойсюк [Архівовано 29 липня 2021 у Wayback Machine.] // АрміяInform, 2 червня 2020
- Микола Федорків, Командувач ДШВ Євген Мойсюк: «Наші підходи до організації бойових дій споріднені із натовськими» [Архівовано 29 липня 2021 у Wayback Machine.] // АрміяInform, 20 листопада 2020